# Meringopus reverendus
Meringopus reverendus là một loài tò vò trong họ Ichneumonidae.